# HD134109
HD134109 — хімічно пекулярна зоря спектрального класу B9, що має видиму зоряну величину в смузі V приблизно  9,2.
Вона  розташована на відстані близько 1575,6 світлових років від Сонця.

## Пекулярний хімічний склад
Зоряна атмосфера HD134109 має підвищений вміст 
Si
.